# 顺安站 (安徽省)
顺安站是位于安徽省铜陵市义安区顺安镇的一个铁路车站，邮政编码244151。车站建于1971年，有宁铜铁路经过该站，现仅办理货运，不办理客运业务，车站及其上下行区间均未电气化。车站距离中华门站199公里，隶属中国铁路上海局集团有限公司，是四等站。